# Noise
Noise é um estilo musical que utiliza majoritariamente sons considerados, em circunstâncias comuns, desconfortáveis ou irritantes. Algumas pessoas acham que é contraditório considerar o estilo (traduzido literalmente para barulho) como música, já que barulho é geralmente definido como som que não é agradável, estruturado, nem proposital, que é o contrário de música. Por outro lado, barulho pode se referir a qualquer som extremamente alto ou discordante, que freqüentemente é a base do estilo. Masami Akita do Merzbow disse, "Se com noise você quer dizer som desconfortável, então música pop é noise para mim.". A música noise não é barulho para seus ouvintes, mas certamente é "barulhenta", num sentido mais geral do termo.

## Musicologia
A música noise pode ser relacionada à música industrial, particularmente em seu momento inicial, compartilhando o espírito de independência e experimentalismo, o uso de fontes "não-musicais", e o fascínio pelas qualidades hipnóticas e "mágicas", da própria estrutura do som.
Comparativamente abrasiva e pesada, o noise pode ser de difícil escuta para muitas pessoas, variando desde a música pesada e incansável de Masonna, até as estruturas sonoras mais detalhadas e complexas de Otomo Yoshihide.

## História

### Compositores pioneiros
Começando na década de 1920, vários compositores (em particular Edgard Varèse e George Antheil) começaram a usar instrumentos mecânicos simples, como a pianola e a sirene, em suas composições, referenciando o "barulho" do mundo moderno.
John Cage começou a compor sua série de Imaginary Landscape, que continham elementos como percussão, gravações de som e rádios.
Após a segunda guerra mundial, outros compositores (incluindo Pierre Schaeffer, Iannis Xenakis e Karlheinz Stockhausen), começaram a fazer experimentações com sintetizadores primitivos, fita magnética e rádio para produzir música eletrônica, que freqüentemente continua sons e estruturas abstratas.

### Entre o punk e o minimalismo
Uma das bandas de pré-punk, o The Stooges, utilzava nas suas primeiras apresentações  na década de 1960, liquidificadores com pedais de fuzz e percussão em tóneis gigantes.
Lou Reed, lançou em 1975 o LP duplo Metal Machine Music, que é um exemplo famoso de noise antigo. Um comparsa dos tempos do The Velvet Underground, John Cale, compartilhava no "Eternal Dream Theatre" (junto com Tony Conrad e LaMonte Young), em meados da década de 1960, uma música que também poderia ser citada com uma possível precursora do noise (relançada na versão em CD do Inside the Dream Syndicate Volume 1: Day of Niagra).
Nos anos 80, o grupo musical Sonic Youth também veio com uma considerável influência noise através da microfonia, desafinação e distorção de guitarras dentro ou fora da harmonia. Outros grupos influênciados por eles, como o Nirvana, levaram a frente estas ideias em algumas músicas distintas,como por exemplo, "Endless Nameless", uma composição experimental criada por acaso em um dos ensaios da banda.

### Boyd Rice
O arquivador e escritor estadunidense Boyd Rice foi um grande propagador do movimento. Começando em 1975, Boyd começou a experimentar com as possibilidades do som. Em seus shows, ele criava texturas sonoras com ruídos extremamente corrosivos (e, não raramente, em alturas inaudívelmente altas), provenientes de equipamentos como furadeiras, polidores de sapatos e guitarras preparadas, e as misturava com gravações de praticamente qualquer coisa. O seu LP Pagan Muzak, de 1978, pode ser considerado o início do gênero.

### Japão
Originalmente influenciado por bandas européias como Whitehouse, o noise japonês aprimorou o estilo, tornando-o ainda mais denso e agressivo, e criou suas próprias características, influenciando de volta as futuras bandas do ocidente.

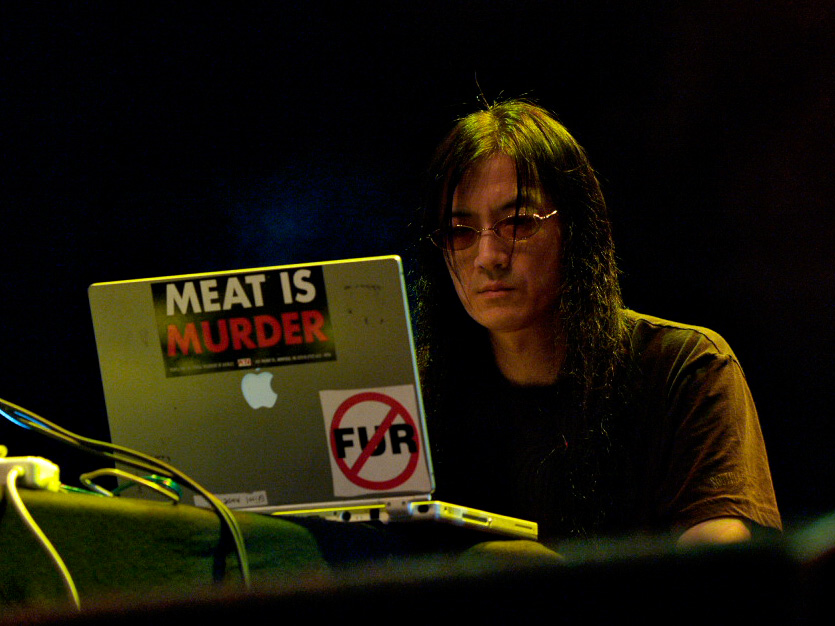
Masami Akita do Merzbow.

Também conhecido como japanoise, geralmente é associado com a cacofonia das bandas mais pesadas do estilo, que inclui ruído branco, pulsos não lineares, batidas e samplers. Desde da década de 1980, este tem sido o estilo mais prolífico, fazendo com que o noise seja associado ele. Além disso, a popularidade de diversos músicos noise, como Merzbow, Otomo Yoshihide, KK Null, Masonna, The Gerogerigegege e Hanatarash fez do Japão uma Meca desse estilo, apesar dele, em termos de vendas, ser tão popular lá quanto na Europa ou na América. Mesmo assim, comparando aos outros estilos de música, o noise recebe um reconhecimento maior no Japão, e é feito um número comparativamente alto de shows e performances com os artistas do estilo.
Além disso, há pouco tempo, está ficando mais prevalecente um subgênero de noise (talvez melhor definido como uma improvisação eletro-acústica) que se concentra no silêncio, em tons puros, na estática e no espaço.  Ele está centrado no clube Off Site, em Tóquio, e inclui artistas como Sachiko M, Otomo Yoshihide, Toshimaru Nakamura, e Taku Sugimoto.
Como a maioria das descrições de gêneros musicais, ela cria uma impressão indesejável, no caso, de que este estilo de improvisação tem uma forma fixa (obviamente o fim para qualquer tipo de improvisação), mas, por enquanto, é usada como uma maneira simples de categorizar esse estilo de música japonesa moderna improvisada.

### Misturando estilos
Nos últimos anos, artistas europeus associados com jazz, electronica e black metal estão ativo no cenário noise. Um exemplo da mistura noise e jazz é o grupo Das erste Wiener Gemüseorchester que usa legumes como instrumentos, além de John Zorn que se apresentou no Brasil em uma das edições do Free Jazz Festival.
No Canadá, a Nihilist Spasm Band vem fazendo noise acústico há décadas. No começo da década de 1990, as operas noise de Lisa Crystal Carver e Costen em Suckdog colocaram uma nova ênfase no drama e na histrônica no noise. Isso levou, em parte, ao movimento "free glam" de Chicago, adicionando uma ênfase à dissonância social e cultural no conceito de noise. Também em Chicago surge o Wolf Eyes.

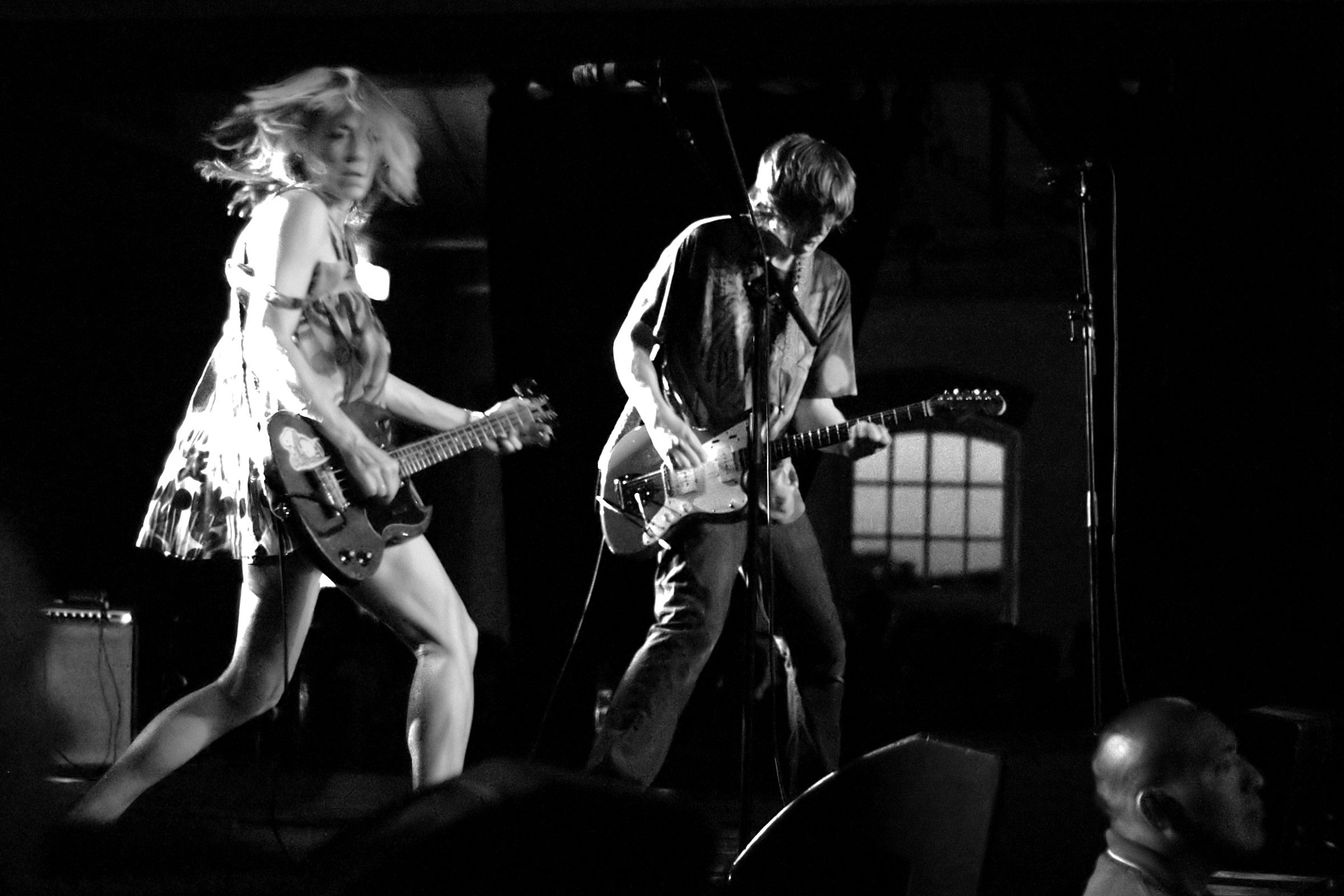
Sonic Youth.

O chamado noise rock mistura rock and roll com noise, numa música com instrumentos convencionais de rock, mas com grande distorção e uso de efeitos eletrônicos, e diferentes graus de atonalismo, improvisação e "ruído branco". Vários bandas já foram estampadas com esse rótulo, indo de Boredoms até Sonic Youth(no começo) (e My Bloody Valentine). Comparado ao noise, este estilo é muito mais tradicional, e, de vez em quando, tem algumas similaridades com o grindcore. O nome noisecore também é usado para referenciar bandas de techno hardcore (sendo que o noisecore já é mais puxado para o estilo gabba) ou rock influenciadas pelo noise.
Fãs do gênero geralmente distinguem o harsh noise, o estilo denso e abrasivo de Merzbow, Masonna e outros, de outros subgêneros como noise rítmico, realizado pelo grupo brasileiro Gengivas Negras, power electronics, free noise, entre outros. Por outro lado, algumas bandas de techno industrial tem nomes parecidos (como "power noise", que é um estilo comparativamente convencional de música, pode confundir com "power electronics", um estilo corrosivo de noise, famoso pela banda Whitehouse).
Uma possível contribuição do noise a toda a música, foi questionar o que é "musical", e o que não é. Hoje em dia, por exemplo, em muitos gêneros, como o techno e o hip-hop, são usados livremente sons que poderiam ser considerados barulho outrora.